# 大道六浦テレビ中継放送所
大道六浦テレビ中継放送所（だいどうむつうらテレビちゅうけいほうそうしょ）は、神奈川県横浜市金沢区に開局した地上デジタルテレビ放送の中継局。

## 概要
- 当中継放送所は、鎌倉テレビ中継局に次いで神奈川県内では3番目のデジタル単独中継局となった[要文献特定詳細情報]。
- 当中継放送所は、NHKの中継局のみ開局した[要文献特定詳細情報]。
- なお、民放は、周辺地域の中継局などを受信する[要文献特定詳細情報]。

## 中継局概要
| リモコンキーID | 放送局名          | 物理チャンネル | 空中線電力 | ERP   | 放送対象地域                                      | 放送区域内世帯数 | 開局日        |
| -------------- | ----------------- | -------------- | ---------- | ----- | ------------------------------------------------- | ---------------- | ------------- |
| 1              | NHK東京総合テレビ | 13ch           | 50mW       | 135mW | 関東広域圏 （茨城県、栃木県及び群馬県を含まない） | 10,649世帯       | 2011年1月31日 |
| 2              | NHK東京Eテレ      | 15ch           | 50mW       | 135mW | 全国放送                                          | 10,649世帯       | 2011年1月31日 |

## 放送エリア
- 金沢区南部の広範囲（下記外部リンクを参照のこと）[要文献特定詳細情報]

## 歴史
- 2010年12月3日 - 予備免許交付
- 2011年1月28日 - 本免許交付
- 2011年1月31日 - 開局